# Rachael Blackmore
Rachael Blackmore (Killenaule, Irlanda 11 de julio de 1989) es una jockey irlandesa que compite en las carreras de National Hunt.

## Biografía
Blackmore proviene de Killenaule en el condado de Tipperary, República de Irlanda. Obtuvo su primera victoria como jinete aficionada el 10 de febrero de 2011. Se convirtió en profesional en marzo de 2015 y obtuvo su primera victoria profesional en septiembre de 2015. En el año 2019 obtuvo en el Festival de Cheltenham su primera victoria en una carrera de Grado 1 en Irlanda en abril de ese año. Terminó la temporada 2018-2019 con 90 victorias y ocupando el segundo lugar en la competición Irish Jump Racing Champion Jockey detrás de Paul Townend para la temporada. Terminó tercera en la corta temporada 2019-2020. Blackmore está particularmente vinculada al establo del entrenador Henry de Bromhead.
En 2021, logró dos "primeros" puestos en el Festival de Cheltenham, convirtiéndose en la primera amazona en ganar el Champion Hurdle y, al terminar con seis victorias en los cuatro días, se convirtió en la primera jockey en ganar el Trofeo Ruby Walsh para el jinete líder de Cheltenham.
En abril de 2021 se convirtió en la primera amazona en ganar el Grand National.

## Victorias

### Ireland
- Arkle Novice Chase - (1) Notebook (2020)
- Hatton's Grace Hurdle - (2) Honeysuckle (2019, 2020)
- Irish Champion Hurdle - (2) Honeysuckle (2020, 2021)
- Irish Daily Mirror Novice Hurdle - (1) Minella Indo (2019)
- Mares Novice Hurdle Championship Final - (1) Honeysuckle (2019)
- Paddy's Reward Club Chase - (1) A Plus Tard (2019)
- Racing Post Novice Chase - (1) Notebook (2019)
- Slaney Novice Hurdle - (1) Bob Olinger (2021)

### Great Britain
- Grand National - (1) Minella Times (2021).[6]